# Draco Rosa
Robert Edward Rosa Suárez (Long Island, Estados Unidos, 27 de junio de 1969), conocido por su nombre artístico Robi Draco Rosa, Draco Rosa o simplemente Draco, es un músico, cantante, compositor, multinstrumentista, productor, poeta y empresario estadounidense, ganador de múltiples Premios Grammy y Premios Grammy Latinos.
Cuando joven, se trasladó con sus padres a Puerto Rico, donde tuvo la oportunidad de participar en el grupo juvenil Menudo junto al cantante Ricky Martin entre otros. Luego de actuar en películas y tocar con una serie de grupos, lanza su carrera como solista grabando varios álbumes tanto en inglés como en español y convirtiéndose en compositor y productor para cantantes como Ricky Martin, Julio Iglesias y Ednita Nazario.

## Primeros años
Robert Edward Rosa Suárez creció rodeado de una mezcla ecléctica de gustos musicales. De su padre adquirió el gusto por los ritmos latinos, principalmente la salsa.

## Trayectoria profesional
En 1984, con catorce años de edad se unió al grupo puertorriqueño de jóvenes adolescentes “Menudo” quienes causaron sensación a principio de los años ochenta. Ese mismo año ingresó Ricky Martin con quien estableció una amistad y posteriormente una asociación musical. 
Robby Rosa estaba desencantado del grupo Menudo, porque no se le dio la oportunidad de escribir canciones para ellos, por lo que decidió abandonar el grupo en 1987. Se mudó a Playa Baha en Río de Janeiro, donde se relacionó con artistas locales. Después de lanzar como solista dos álbumes en portugués, se muda a Nueva York donde forma un grupo con el nombre de "Maggie's Dream". Por la energía del grupo y su sonido, se ganaron un puesto en giras con Fishbone, The Black Crowes y Faith No More.
Tras mudarse a Los Ángeles, Draco Rosa consiguió el papel principal en la película Salsa de 1988, interpretando un bailarín de origen puertorriqueño que decide mejorar su suerte en la vida, mediante la participación en un concurso de salsa. Durante el rodaje de la película conoció a Ángela Alvarado, quien más tarde se convertiría en su esposa.

### Cantante, solista y productor
Su debut como solista se produce con “Frío”, de 1993, grabado en Estados Unidos para el sello Epic Records, bajo la producción del estadounidense Ronnie Foster. En este álbum presentó sus composiciones con elementos de varios géneros musicales, que se enmarcan en una mezcla de voces, sonidos y líricas. Entre los temas destacan: “Y qué me importa”, “Casi una diosa”, “Almas diferentes”, “Frío” y “Tu tren se va”.
En 1995 produce en compañía de K. C. Porter el álbum “A medio vivir” de Ricky Martin. Con este álbum Martin alcanzó su definitiva internacionalización. Draco Rosa compone cinco de los temas de este álbum, entre ellos el éxito “María”. Como dato curioso, en los créditos de este disco, Draco Rosa aparece con el seudónimo Ian Blake.
En 1996 edita su segundo álbum como solista para el sello Sony Music, denominado “Vagabundo”; grabado en Inglaterra y producido por Phil Manzanera. Este trabajo incluyó letras llenas de poesía escritas por José Manuel Navarro  influenciadas por los llamados poetas malditos: Rimbaud, Baudelaire y William Blake, pero de gran calidad artística por lo novedoso del sonido. El disco es además, una especie de crónica de su etapa de adicción a las drogas, que caracterizó sus años de búsqueda musical y personal en Nueva York.
Este álbum, fue incluido por la revista Spin, en 1997, como uno de los 10 mejores álbumes de Rock en español de todos los tiempos. El video de la canción “Madre Tierra” ganó el premio como Mejor Video de Rock en los Premios de la Música Latina 1997.
Dos años más tarde produce junto a Desmond Child y K. C. Porter uno de los discos más exitosos del Pop latino, se trata de: "Vuelve" (1998), del cantante Ricky Martin, donde Draco Rosa compone temas tan exitosos como: “La copa de la vida”, “La bomba”, “Lola, Lola” y las baladas: “Perdido sin ti” y “Casi un bolero”; participando además en los arreglos y coros. 
Ese mismo año edita un tercer disco como solista compuesto por las canciones de su primer álbum traducidas al inglés: "Songbirds & Roosters".
Entre 1998 y 1999, escribió y grabó el muy celebrado primer álbum de Ricky Martin en inglés, que incluye el ya mítico sencillo: "Livin' la vida loca". El álbum debutó en el # 1 en las listas de Billboard, y se remontó a las nubes, hasta alcanzar la cifra de 20 millones de discos vendidos en todo el mundo. En 1999 produce para Ednita Nazario el álbum “Corazón”.
En el año 2000 participó en el álbum de Ricky Martin: “Sound Loaded”, Rosa produjo cuatro canciones, incluyendo el sencillo "She Bangs". Igualmente participó en el álbum de Julio Iglesias: “Noche de cuatro lunas” produciendo tres canciones.
En 2002 es invitado para dar un concierto patrocinado por una entidad bancaria de Puerto Rico junto a Rubén Blades y Juan Luis Guerra que fue grabado en CD y DVD, denominado “Encuentro”, donde cada cantante interpretó sus éxitos. Ese mismo año relanza su carrera editando el álbum recopilatorio “Libertad del alma”.
Después de dos años de experimentación y sesiones, Draco lanzó el álbum "Mad Love" (2004), donde interpreta la mayoría de los temas en inglés. De este trabajo se editan dos vídeos "Dancing in the Rain" y "Lie Without a Lover", ambos dirigidos por su esposa Ángela Alvarado Rosa. El video "Más y más" (una de las dos pistas en español en el álbum), también dirigido por Ángela Alvarado Rosa, ganó el Premio Grammy Latino al Mejor Video de ese año.
Luego de otra recopilación, “Cómo me acuerdo”, de 2004, y el álbum en vivo “Al natural”, de 2005, Sony libera de su contrato al cantante. Para ese entonces Draco acusaba bajas ventas y las giras en vivo resultaron ser poco exitosas. El artista declaró que su música se prestaba a espacios cerrados y con un público que pudiera escucharlo en íntimo.
Su próximo álbum de estudio se produce en forma independiente: “El teatro del absurdo” (2007). Este álbum mantiene el carácter oscuro e introspectivo del cantante y un sonido experimental cuya producción parece no estar acabada por completo. Este trabajo obtuvo críticas negativas y significó el replanteamiento de la carrera del cantante.
"Amor Vincit Omnia" de 2009 (El amor lo vence todo) es el sexto álbum de estudio de Robi Draco Rosa, donde el cantante se aparta de su estilo desarrollado en álbumes anteriores para retomar sus raíces latinas y emprender ritmos más tropicales y folklóricos. Este trabajo consta de nueve canciones en castellano, compuestas en colaboración con Luis Gómez Escolar, en las que el artista se acerca a los sonidos íntimos del bolero, el son y la trova. Suenan ritmos de la salsa vieja y pinceladas de los 50 y 60, en la onda de la música que escuchaba su padre.
En marzo de 2013 lanzó su disco "Vida"; se trata de un álbum de duetos donde Robi Draco interpreta sus canciones en compañía de figuras como: Juan Luis Guerra, Rubén Blades, Shakira, Maná, Calle 13 y Juanes, entre otros. El primer sencillo fue el tema "Más y más", interpretado a dúo con Ricky Martin. El segundo sencillo del álbum fue el tema "Esto es vida" a dueto con Juan Luis Guerra, mientras que el tercer sencillo fue "Blanca mujer", hecho a dueto con Shakira.
Draco Rosa explicó que el videoclip de este tema es uno de los más importantes en su carrera, por la importancia que tiene la canción para él.
El 13 de octubre de 2016, es introducido al Latin Songwriters Hall of Fame, La Musa Awards... este reconocimiento fue entregado por Lenny Kravitz, mediante un emotivo discurso.

## Sobreviviente de cáncer
En abril de 2011 se le diagnosticó un cáncer cerca del hígado. Se sometió a un tratamiento alternativo en Houston (Texas) y luego en Santa Mónica (California), diferente al tratamiento tradicional.

## Discografía
Discos de estudio
- (1988) Robby (vol. I)
- (1989) Robby (vol. II)
- (1990) Maggie's Dream (Con Maggie's Dream)
- (1994) Frío
- (1996) Vagabundo
- (2004) Mad Love
- (2007) El Teatro del Absurdo
- (2009) Amor Vincit Omnia
- (2013) Vida
- (2018) Monte sagrado
- (2021) Sound Healing
- (2024) Reflejos de lo eterno

Discos recopilatorios
- (1998) Songbirds & Roosters
- (2001) Libertad del alma
- (2004) Como me acuerdo
- (2018) Vagabundo 22 (Reedición)
- (2020) Mad love (Reedición)

Discos en directo
- (2005) Draco al Natural
- (2007) Ensayos 731
- (2008) Teatro Live
- (2023) Life After Vida

EP
- (2011) La pena negra
- (2011) Heronepheus King of the Void
- (2012) Forest of Numbers (Rock It!) - Editado bajo el pseudónimo Mr. Blake.